# Спінорна група
Спінóрна грýпа — підмножина елементів алгебри Кліффорда векторного простору {\displaystyle V} з скалярним добутком, що складається з елементів вигляду {\displaystyle q_{1}\cdot q_{2}\cdots q_{2n}}, де {\displaystyle q_{i}\in V} — одиничні вектори. Операцією в спінорній групі є множення в алгебрі Кліффорда.

## Накриття надSO(n){\displaystyle SO(n)}
Кожному одиничному вектору {\displaystyle q} можна зіставити віддзеркалення щодо гіперплощини, перпендикулярної {\displaystyle q}. Таким чином, елементу спінорної групи можна зіставити композицію віддзеркалень щодо векторів (першим виконується віддзеркалення відносно {\displaystyle q_{2n}}, яка належить групі {\displaystyle SO(n)}. Можна показати, що це відображення задано коректно.